# Verbascum pinnatifidum
Verbascum pinnatifidum är en flenörtsväxtart som beskrevs av Vahl. Verbascum pinnatifidum ingår i släktet kungsljus, och familjen flenörtsväxter. Inga underarter finns listade i Catalogue of Life.